# Championnats du monde de pentathlon moderne 1954
Navigation
Édition précédente Édition suivante
Les championnats du monde de pentathlon moderne 1954, cinquième édition des championnats du monde de pentathlon moderne, ont eu lieu en 1954 à Budapest, en Hongrie.

## Podiums

### Hommes
| Épreuves    | Or                                                 | Argent                                              | Bronze                                     |
| ----------- | -------------------------------------------------- | --------------------------------------------------- | ------------------------------------------ |
| Individuel  | Suède Björn Thofelt                                | Suisse Werner Vetterli                              | Hongrie István Szondy                      |
| Par équipes | Hongrie Gábor Benedek István Szondy Károly Tasnády | Suisse Hansueli Glogg Erhart Minder Werner Vetterli | Suède Bertil Haase Åke Julin Björn Thofelt |